# Алисия Алонсо
Алисия Алонсо (родена Алисия Ернестина де ла Каридад дел Кобре Мартинес дел Ойо, на испански: Alicia Ernestina de la Caridad del Cobre Martínez del Hoyo) е кубинска примабалерина и хореограф.
Когато е на 19 години, получава очно заболяване и остава частично сляпа. През 1941 г. е диагностицирана с отлепена ретина. След операция трябва да остане на легло в продължение на 3 месеца, но загубва периферното си зрение. Нейните партньори трябва да са на точно определеното място, където очаква да бъдат. Използва също така светлини на различни места на сцената, за да се ориентира.
През 1960 г. основава Националния балет на Куба (Ballet Nacional de Cuba) по искане на Фидел Кастро.